# Ghiacciaio Sinion
Il ghiacciaio Sinion (in inglese Sinion Glacier) è un ghiacciaio lungo 6 km e largo 3, situato sulla costa di Nordenskjöld, nella parte orientale della Terra di Graham, in Antartide. In particolare, il ghiacciaio si trova sul versante sud-orientale dell'altopiano Detroit, a sud-ovest del ghiacciaio Zaychar e a nord del ghiacciaio Akaga, e da qui fluisce verso est-sud-est, scorrendo lungo il versante meridionale della dorsale di Kableshkov, fino ad entrare nella baia Odrin.

## Storia
Il ghiacciaio Sinion è stato così battezzato dalla Commissione bulgara per i toponimi antartici in onore di Sinion, un monarca bulgaro del sesto secolo. 